# Allianz Trade
A Allianz Trade é uma seguradora internacional que oferece uma série de serviços, incluindo seguro de crédito, cobrança de dívidas, seguro garantia, seguro contra fraude empresarial e proteção contra risco político. A empresa monitora a saúde financeira de mais de 80 milhões de empresas. 
É uma subsidiária da Allianz SE. É classificada como AA pela Standard and Poor's
Com sede em Paris, a empresa está presente em mais de 50 países, com mais de 5.500 funcionários e tem uma participação de mercado global de 34%. A companhia registrou um volume de negócios consolidado de 2,9 bilhões de euros em 2021 e asseguraram transações comerciais globais que representam 931 bilhões de euros em exposição.

## História

### Criação de seguradoras de crédito em todo o mundo
- 1883: ACI nos Estados Unidos
- 1917: Hermes Kreditversicherungsbank na Alemanha
- 1918: Trade Indemnity no Reino Unido
- 1927: SFAC na França e SIAC na Itália
- 1929: COBAC na Bélgica

### Nascimento da Euler Hermes
A SFAC adquiriu a COBAC em 1993, seguida pela Trade Indemnity em 1996,  e pela ACI e SIAC em 1998.  No mesmo ano, a Allianz adquiriu a AGF, acionista da SFAC. A holding Compagnie Financière SFAC passou a se chamar Euler.
A partir de 2000, a Euler foi listada na Bolsa de Valores de Paris .  Dois anos mais tarde, em 2002, a Euler adquiriu a Hermes, líder de mercado alemã em seguros de crédito.  Em 2003, o Grupo e todas as suas subsidiárias se tornaram Euler Hermes.
A Euler Hermes começou a se expandir internacionalmente em 2004 e abriu escritórios na América Latina, Ásia-Pacífico e Oriente Médio (Emirados Árabes Unidos, Kuwait, Omã e Catar) entre 2004 e 2009. Em 2007, a Euler Hermes aumentou a sua participação para 50% na COSEC, líder de mercado em Portugal.  Em 2013, foi criada a Solunion, uma joint venture entre a Euler Hermes e a MAPFRE, que abrange a Espanha e a América Latina.  No mesmo ano, a Euler Hermes aumentou a sua participação na ICIC, uma seguradora de crédito em Israel, para 50%. 

### Juntando-se ao GrupoAllianz
Em 2018, a Allianz concluiu a aquisição das ações em circulação da Euler Hermes e o Grupo Euler Hermes passou a ser totalmente propriedade do Grupo Allianz.  Em março de 2022, a Euler Hermes mudou sua marca para Allianz Trade. 

## Atividades

### Seguro de crédito
Esta é uma apólice de seguro e um produto de gerenciamento de risco oferecido às empresas para proteger suas contas a receber de perdas devido ao risco de crédito. Caso seus clientes se tornem insolventes ou entrem em inadimplência prolongada, isso inclui indenização pelos valores dos bens ou serviços entregues. A apólice pode incluir um componente de seguro de risco político, que assegura o risco de não pagamento por clientes estrangeiros devido a questões como problemas cambiais, agitação política e expropriação. Algumas políticas também incluem cobrança de dívidas, que é o processo de cobrança de dívidas devidas por empresas.

### Seguro garantia
Um seguro garantia protege as obrigações contratuais entre empresas e um cliente, fornecedor ou parceiro. É uma relação triangular contratual entre a empresa, a empresa de fiança ou fiador e o terceiro que exige a fiança. A empresa de fiança ou fiador garante financeiramente ao terceiro que o negócio cumprirá os termos estabelecidos pela fiança ou garantia. Em caso de não cumprimento das obrigações especificadas, a empresa de fiança ou o fiador está presente para fornecer indenização por perdas e danos. 

## Pesquisa econômica
Ludovic Subran é o Economista-Chefe da Allianz,  e Ana Boata é Diretora de Pesquisa Econômica da Allianz Trade.  A equipe de pesquisa econômica da empresa analisa e antecipa tendências econômicas internacionais e abrange comércio internacional, macroeconomia e riscos de pagamento. O Departamento de Pesquisa Econômica atualiza suas classificações de risco-país e risco setorial a cada trimestre.

## Conselho de administração
- Aylin Somersan Coqui, CEO e Presidente do Conselho de Administração [17]
- Loeiz Limon-Duparcmeur, Diretor Financeiro do Grupo (CFO), Membro do Conselho de Administração responsável por Finanças e Impostos. [18]
- Anil Berry, Membro do Conselho de Administração responsável pela Gestão de Mercado, Comercial e Distribuição [19]
- Fabrice Desnos, Membro do Conselho de Administração responsável pela Inteligência de Crédito, Resseguros e Seguro Garantia[20]
- Michael Eitelwein, Diretor de Operações do Grupo (COO), Membro do Conselho de Administração responsável pelas Operações e TI [21]
- Florence Lecoutre, Membro do Conselho de Administração responsável pela Transformação, Recursos Humanos, Comunicação e Meio Ambiente, Social e Governança . [22]